# خيط الذهب
خيط الذهب أو كوبتس تريفوليا أو كوبتس غرونلاند أو كوبتس ثلاثي الورق (الاسم العلمي: Coptis trifolia) نبات من فصيلة الشقيقيات من رتبة الحوذانيات من أمريكا الشمالية،
يحتوي على مادة الكوبتين.

## معرض صور

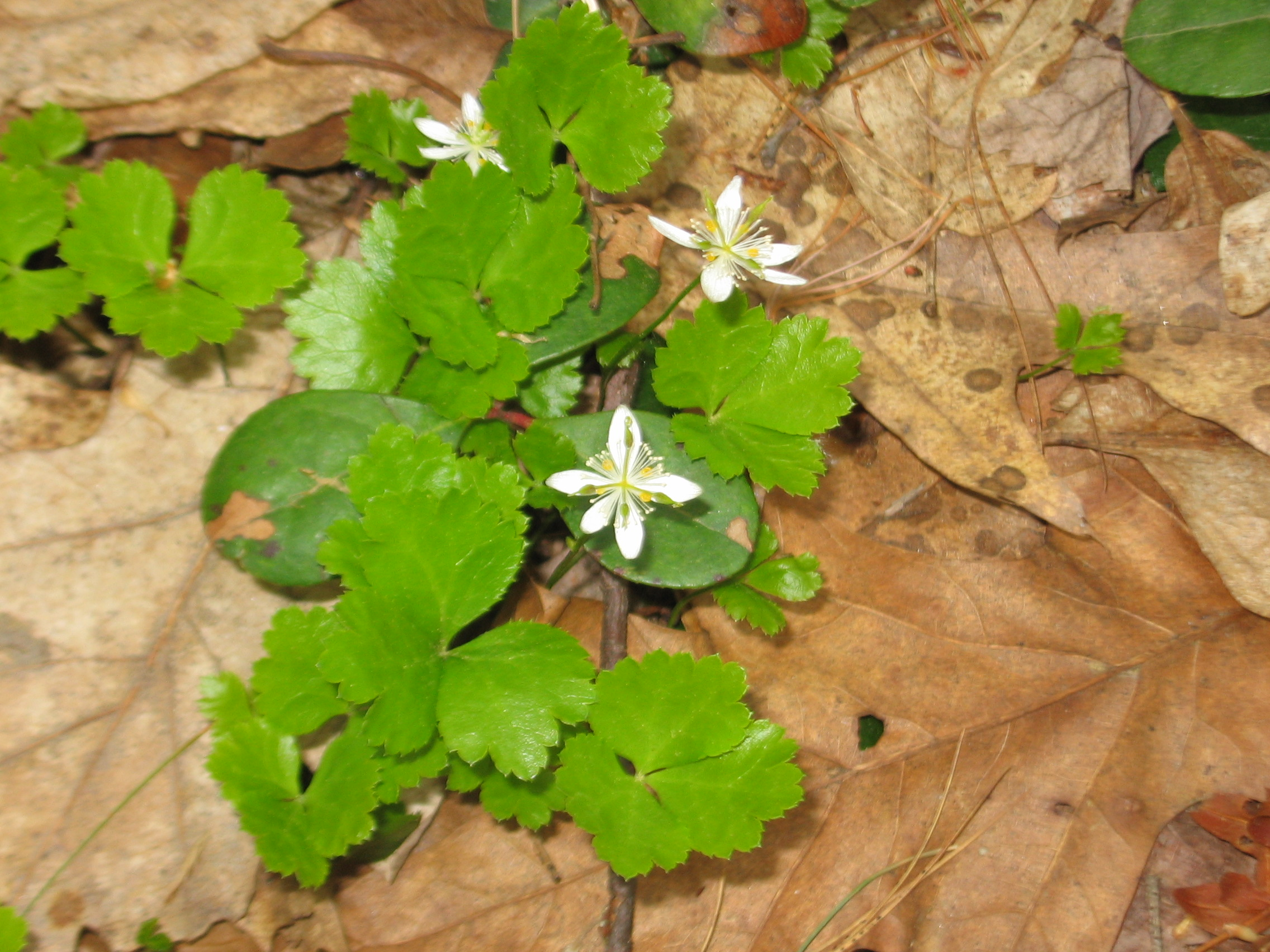
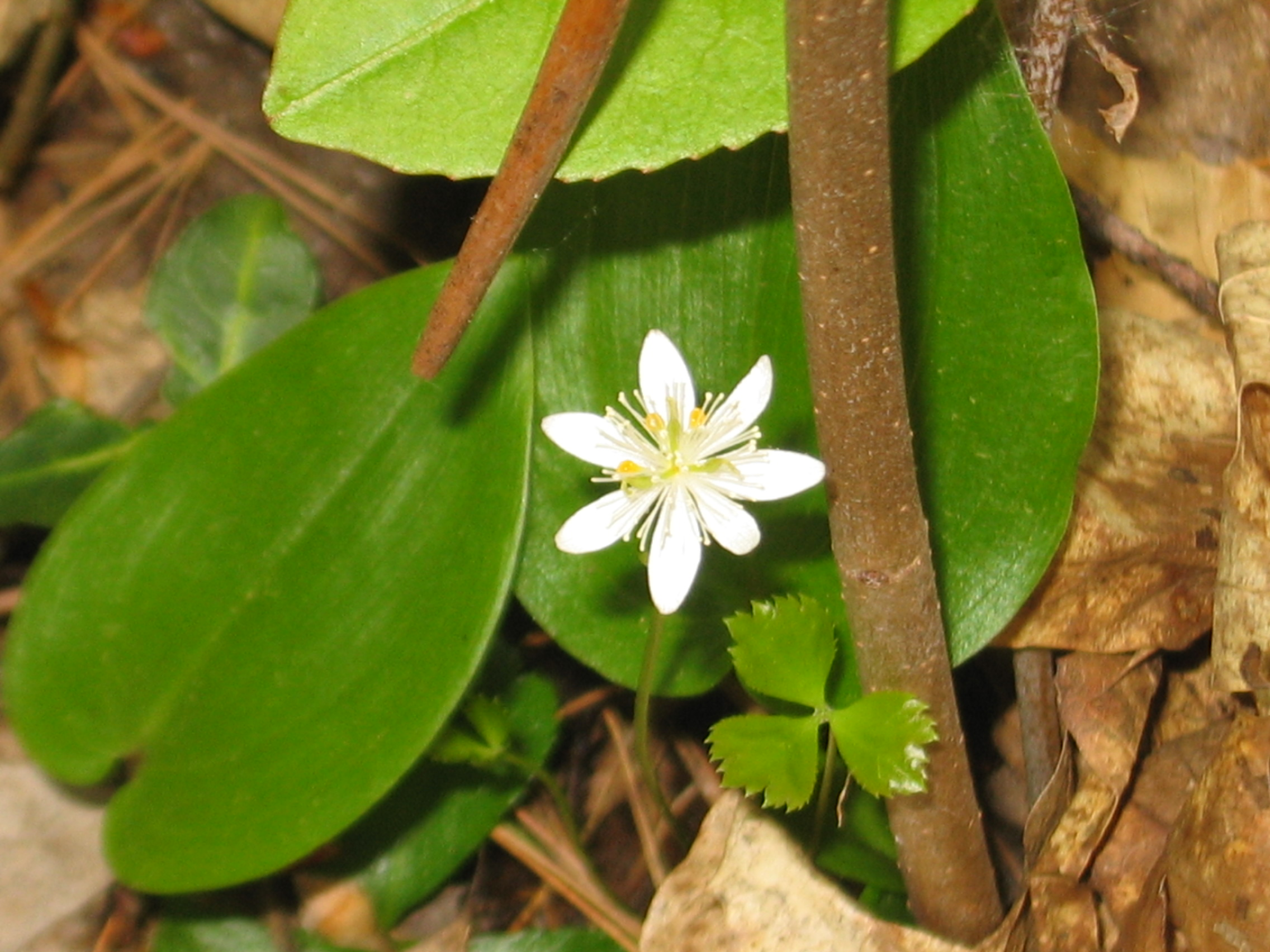
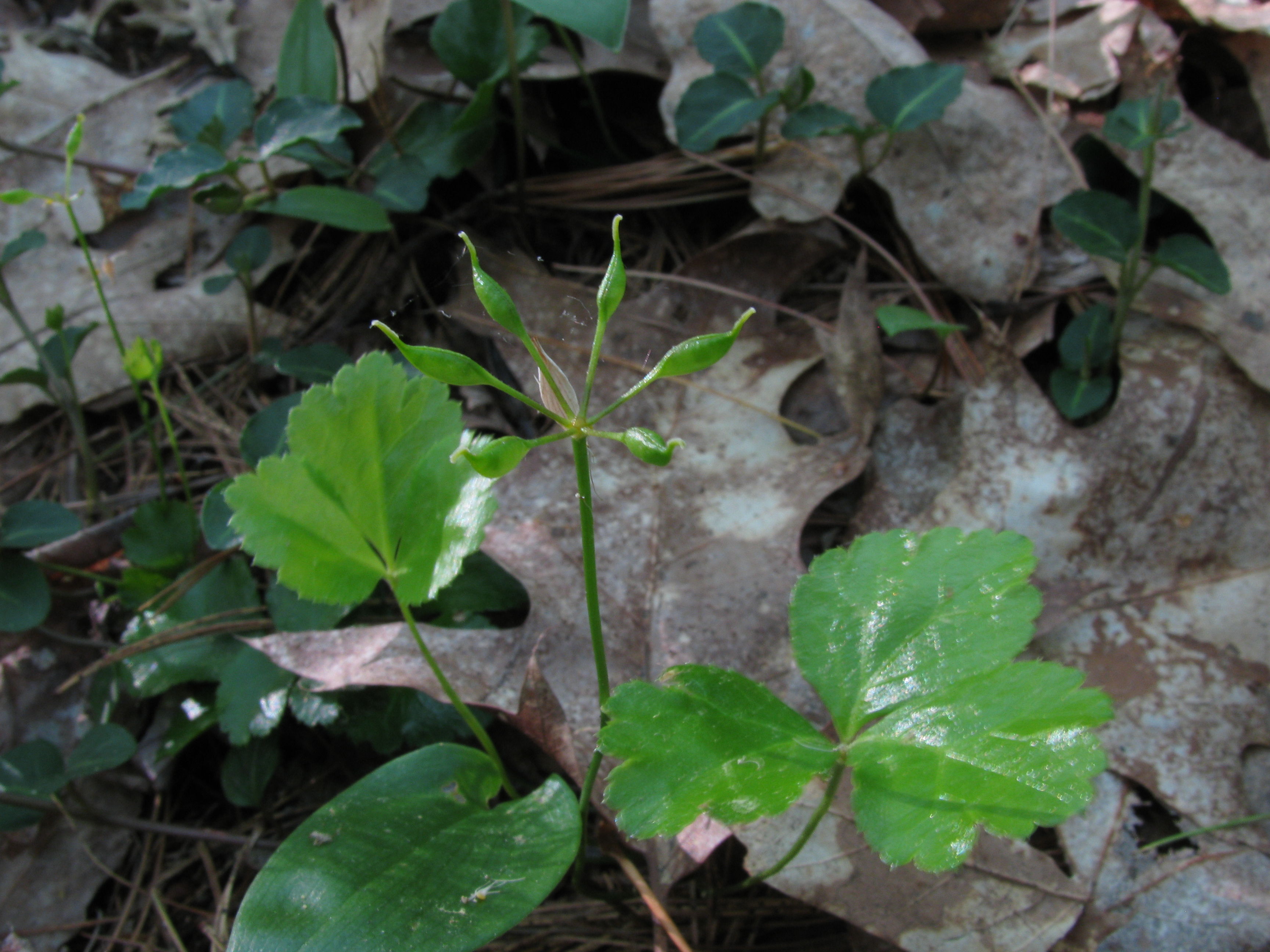